# Arthur Ponsonby, 1. Baron Ponsonby of Shulbrede

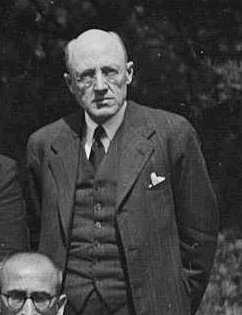
Arthur Ponsonby, 1. Baron Ponsonby of Shulbrede

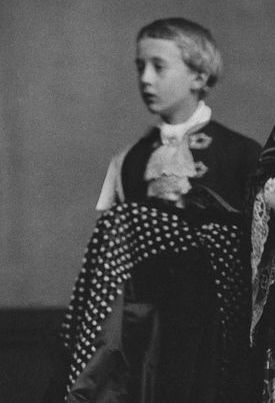
Arthur Ponsonby als Page Königin Victorias

Arthur Ponsonby, 1. Baron Ponsonby of Shulbrede (* 16. Februar 1871; † 23. März 1946) war ein britischer Staatsbeamter, Politiker, Schriftsteller und Pazifist.

## Leben
Arthur Ponsonby kam aus einer angesehenen Familie. Sein Vater Sir Henry Ponsonby war Privatsekretär von Königin Victoria gewesen, er selbst war von 1882 bis 1887 Ehrenpage Königin Victorias.
Er besuchte das Eton College und sodann Balliol College der University of Oxford, bevor er in den Diplomatischen Dienst eintrat.
Zunächst war Ponsonby Mitglied der Liberal Party, für die er 1908 im Wahlkreis Stirling Burghs in das Unterhaus einzog. Er wurde zweimal wiedergewählt und hatte dieses Mandat bis 1918 inne. 1914 gründete Ponsonby mit anderen die „Union of Democratic Control“ (UDC). Ziel dieser Gruppe war es, den militärischen Einfluss auf die britische Regierung zurückzudrängen und sich für den Frieden einzusetzen. Die UDC war insbesondere gegen die Zensur und die Einführung der Wehrpflicht anstelle des im Vereinigten Königreich üblichen Freiwilligensystems.
Nach dem Ende des Ersten Weltkrieges wechselte Ponsonby zur Labour Party (die er 1940 wieder verließ) und war seit 1922 wieder Mitglied des Unterhauses, diesmal für den Wahlkreis Sheffield Brightside. Er wurde dreimal wiedergewählt und hatte das Mandat bis 1930 inne. In den Kabinetten von Ramsay MacDonald wurde er Staatssekretär in verschiedenen Ministerien. Am 17. Januar 1930 wurde er als Baron Ponsonby of Shulbrede, of Shulbrede in the County of Sussex, zum erblichen Peer und wurde dadurch Mitglied des House of Lords. 1931 war er zeitweise Chancellor of the Duchy of Lancaster und war von 1931 bis 1935 Oppositionsführer im House of Lords.
Er war von 1934 bis 1937 Vorsitzender der „War Resisters International“.

## Lüge in Kriegszeiten(1928)
In seinem Buch Falsehood in Wartime (1928) untersuchte und beschrieb er die Methoden der Kriegspropaganda der Kriegsbeteiligten im Ersten Weltkrieg. Es enthält den berühmten Hinweis: „When war is declared, truth is the first casualty“ (dt.: „Nach der Kriegserklärung ist die Wahrheit das erste Opfer.“). Anne Morelli systematisierte und aktualisierte seine Darstellung in Die Prinzipien der Kriegspropaganda.

## Schriften (Auswahl)
- Falsehood in Wartime. Propaganda Lies of the First World War, erstmals veröffentlicht 1928 bei George Allen and Unwin, London, (10. Auflage 1940 im Internet Archive; vlib.us und gutenberg.net.au). Deutschsprachige Ausgaben sind unter dem Titel Absichtliche Lügen in Kriegszeiten (Seeheim 1967) und Lügen in Kriegszeiten (Faksimile der Ausgabe von 1930, Viöl 1999) erschienen.